# OK Human
OK Human es el decimocuarto álbum de estudio de la banda estadounidense Weezer. Fue lanzado el 29 de enero de 2021 por Crush Music y Atlantic Records. Con un sonido influenciado por el pop barroco, inspirado en álbumes como Nilsson Sings Newman (1970) de Harry Nilsson y Pet Sounds de Beach Boys (1966), el álbum fue grabado completamente con equipo analógico y cuenta con una orquesta de 38 músicos. El álbum fue precedido por el sencillo principal "All My Favorite Songs", lanzado el 21 de enero de 2021. El álbum recibió críticas generalmente positivas de los críticos.

## Antecedentes
El trabajo en OK Human comenzó ya en 2017, cuando la banda decidió hacer un álbum que combinara la instrumentación de rock con una orquesta. El productor Jake Sinclair sugirió que contrataran una orquesta de 38 músicos y también le dieron al líder de Weezer, Rivers Cuomo, el álbum Nilsson Sings Newman para escuchar, en el que el cantante Harry Nilsson versionó canciones de Randy Newman. Acababan de terminar la producción del álbum cuando recibieron una oferta para unirse a las bandas Green Day y Fall Out Boy en el Hella Mega Tour para el verano de 2020. Esto los llevó a comenzar a trabajar en otro álbum, Van Weezer, que incluía música que se traduciría mejor en una gira por estadios, pero cuando la pandemia de COVID-19 retrasó la gira, decidieron cambiar las fechas de lanzamiento de los álbumes una vez más.
Cuomo mencionó por primera vez a OK Human antes del lanzamiento de Weezer (The Black Album) en una entrevista de febrero de 2019 con Los Angeles Times. Señaló que el álbum estaba "basado en piano" y "muy excéntrico" y que había grabado cuerdas para el álbum en Abbey Road Studios. En mayo de 2020, Cuomo comentó durante una llamada de Zoom que estimaba que OK Human estaba "terminado en un 75%", pero que no anticipó que el álbum se lanzaría en 2020. Se planeó que el álbum se publicara después de su decimocuarto álbum, Van Weezer, pero cuando el álbum sufrió un retraso de un año después de la pandemia de COVID-19, la banda insinuó que estaban cambiando su enfoque para completar primero el OK Human. El 17 de noviembre de 2020, la banda anunció la finalización de OK Human durante una sesión de preguntas y respuestas después de una presentación en vivo. El 18 de enero de 2021, la banda anunció una fecha de lanzamiento del 29 de enero con la fecha de lanzamiento del sencillo principal, "All My Favorite Songs" el 21 de enero.
El título del álbum es un juego de palabras con el álbum de Radiohead de 1997, OK Computer.

## Lista de canciones
Todas las canciones escritas y compuestas por Rivers Cuomo, excepto «All My Favourite Songs», escrita por Rivers Cuomo, Ashley Gorley, Ben Johnson e Ilsey Juber. 
| N.º | Título                            | Duración |  |
| 1.  | «All My Favorite Songs»           | 3:22     |  |
| 2.  | «Aloo Gobi»                       | 3:04     |  |
| 3.  | «Grapes of Wrath»                 | 2:50     |  |
| 4.  | «Numbers»                         | 3:20     |  |
| 5.  | «Playing My Piano»                | 2:36     |  |
| 6.  | «Mirror Image»                    | 1:18     |  |
| 7.  | «Screens»                         | 2:12     |  |
| 8.  | «Bird with a Broken Wing»         | 3:50     |  |
| 9.  | «Dead Roses»                      | 2:18     |  |
| 10. | «Everything Happens for a Reason» | 0:24     |  |
| 11. | «Here Comes the Rain»             | 2:28     |  |
| 12. | «La Brea Tar Pits»                | 2:50     |  |

## Posicionamiento en listas
| Lista (2021)                            | Posiciones |
| --------------------------------------- | ---------- |
| Alemania (Offizielle Top 100)           | 35         |
| Bélgica (Ultratop flamenca)             | 129        |
| Bélgica (Ultratop valona)               | 43         |
| Canadá (Billboard Canadian Albums)      | 69         |
| Escocia (Scottish Albums Chart)         | 11         |
| Hungría (MAHASZ)                        | 11         |
| Irlanda (IRMA)                          | 54         |
| Reino Unido (UK Albums Chart)           | 91         |
| Suiza (Schweizer Hitparade)             | 32         |
| Estados Unidos (Billboard 200)          | 41         |
| Estados Unidos (Top Alternative Albums) | 5          |
| Estados Unidos (Top Rock Albums)        | 6          |

## Personal
Weezer
- Brian Bell - guitarra, coros, teclado, sintetizador
- Rivers Cuomo - guitarra, voz, teclado, sintetizador, piano
- Scott Shriner - bajo, coros, teclado
- Patrick Wilson - batería, voces, percusión